# Биантовская, Ольга Александровна
О́льга Алекса́ндровна Бианто́вская (17 сентября 1941, Ленинград — 14 ноября 2024, Санкт-Петербург) — советский и российский художник-график, плакатист, мастер книжной иллюстрации. Выпускница графического факультета Института живописи, скульптуры и архитектуры им. И. Е. Репина при Академии художеств СССР, одна из представителей ленинградского, а затем петербургского стиля в изобразительном искусстве. Автор афиш и плакатов к оперным и балетным спектаклям Мариинского и Михайловского театров, иллюстраций к стихотворениям и поэмам А. С. Пушкина, романам Л. Н. Толстого, А. Н. Толстого, Ч. Т. Айтматова, многочисленным сборникам детских сказок. Участник свыше 100 выставок в России и за рубежом. Член Союза художников России, ветеран труда, житель блокадного Ленинграда. 

## Биография
Ольга Биантовская родилась в Ленинграде 17 сентября 1941 года. Город уже находился в кольце врагов: официальной датой начала блокады считается 8 сентября, когда была прервана сухопутная связь Ленинграда со всей страной.
Отец будущей художницы, в ту пору — студент кораблестроительного института Александр Биантовский был призван на военную службу и в составе Краснознаменного Балтийского флота принял участие в Таллинском прорыве.
Мать, студентка архитектурного факультета ЛИЖСА Александра Махровская, оставалась в блокадном Ленинграде и смогла покинуть город только в июле 1942 года, когда дед Ольги Биантовской, видный советский ученый-метролог Виктор Махровский, был командирован в Среднюю Азию и получил разрешение взять с собой всю семью. Так Ольга оказалась в Самарканде, где прошло её раннее детство.
В мае 1945 года семья Биантовской вернулась в Ленинград. Совместная жизнь её родителей не сложилась, и в конце сороковых годов мать будущей художницы Александра Махровская вышла замуж второй раз — за советского архитектора и учёного, декана архитектурного факультета ЛИЖСА им. И. Е. Репина Виктора Кочедамова. Отчим растил Ольгу как родную дочь, но фамилия девочки осталось прежней.
В 1953 году Биантовская поступила в 5-й класс средней художественной школы при Академии художеств, а в 1960 году стала студенткой графического факультета ЛИЖСА им. И. Е. Репина. Учителями Ольги Биантовской были видные ленинградские художники: мастер книжной графики, профессор Михаил Таранов; график, пейзажист, герой Великой Отечественной войны, профессор Вадим Смирнов; талантливый офортист, теоретик искусства, впоследствии главный редактор ленинградского издательства «Аврора» Василий Звонцов.
В 1966 году художница окончила ЛИЖСА им. И. Е. Репина. Дипломной работой Биантовской стали иллюстрации к роману классика советской литературы Вячеслава Шишкова «Угрюм-река». Действие романа происходит в Сибири в конце XIX — начале XX века, это время «золотой лихорадки». Суровым образам главных героев в полной мере отвечает «суровый стиль» литографий, выполненных Биантовской. Можно предположить, что в основу дипломный работы легли студенческие впечатления от поездки на Север: в 1964 году художница создала одноимённую серию по итогам летней практики. Но если «Поездка на Север» была частично выполнена цветной гуашью, то иллюстрации к «Угрюм-реке» подчёркнуто моноцветные.
Вот как писала об иллюстрациях к «Угрюм-реке» петербургский критик, доктор искусствоведения Татьяна Юрьева:
Выбранная тема работы многим показалось странной. Эти «тяжелые», большие листы уже тогда обнаружили в авторе стремление добиться в черно–белой графике тоновых соотношений. Из этой реки родилось искусство совсем другого стиля. Ольга Биантовская вырвалась из оков академического образования и нашла себя в прямо противоположном направлении.
В 1967 году Ольга Биантовская стала членом Ленинградского союза художников и приняла участие в первой большой выставке — её графические листы были представлены в Москве в числе лучших работ дипломантов Ленинградского института живописи, скульптуры и архитектуры им. И. Е. Репина и Московского государственного художественного института им. В. И. Сурикова.
На протяжении многих лет, начиная с 1970-х годов, Биантовская входила в бюро секции графики Ленинградского, а затем Санкт-Петербургского Союза художников России; являлась членом правления Санкт-Петербургского Союза художников России (творческо-выставочный сектор).
В 1975 году у Биантовской прошла первая персональная выставка в музее-квартире Ф. М. Достоевского. Сейчас на счету художника более 100 российских и зарубежных выставок и биеннале. С 14 октября 2019 года по 23 марта 2020 года работы Биантовской были представлены на выставке «Золотой век ленинградского театрального плаката. 1950—1980-е» в Невской куртине Петропавловской крепости.
В конце 1990-х годов Биантовская стала автором и разработчиком серии альбомов «Эстамп. История и культура Петербурга в графике», посвящённых 300-летию города . В 2002 году эта работа была удостоена премии и памятного знака правительства Санкт-Петербурга в области литературы, искусства и архитектуры.
Ольга Александровна Биантовская умерла 14 ноября 2024 года. Ей было 83 года.

### Семья
- Мать — Александра Викторовна Махровская (1917—1997), советский архитектор, учёный-градостроитель, крупный специалист в области реконструкции исторической застройки и охраны уникального историко-культурного наследия, член-корреспондент Российской академии архитектуры и строительных наук (РААСН).
- Отец — Александр Алексеевич Биантовский (1909—неизв.), моряк торгового флота, затем инженер-кораблестроитель; участник Великой Отечественной войны.
- Отчим — Виктор Ильич Кочедамов (1912—1971), советский архитектор, учёный и педагог, специалист по градостроительной истории Санкт-Петербурга, Сибири, Дальнего Востока, Русской Америки и Средней Азии, с 1949 по 1971 год — декан архитектурного факультета ЛИЖСА им. И. Е. Репина.
- Супруг — Борис Александрович Наумов (1940—2013), учёный-кораблестроитель, изобретатель, преподаватель Ленинградского кораблестроительного института.
- Сын — Виктор Борисович Наумов (род. 1971), юрист, учёный, доктор юридических наук, руководитель проекта «Сохранённая культура»[13].

## Творчество
Критики и искусствоведы традиционно рассматривают работы Ольги Биантовской в контексте русской культуры начала XX века, а сама художница видится прямой наследницей стилевых традиций того периода.
Лет с тридцати Биантовская расшифровывала художников Серебряного века и побеждала себя с каждым новым произведением, создавая новые игровые связи. В произведениях есть тонкая стилизация сродни А. Бенуа. Она расшифровывала Сомова, Бакста.
Формально в творчестве Биантовской можно выделить на три основных направления: афиши и плакаты; отдельные, очень разные по настроению и тематике графические серии; книжная графика.

### Афиши и плакаты
С начала 1970-х годов художница работала с Ленинградским государственным академическим Малым театром оперы и балета (ныне Михайловский театр) и непосредственно с его главным балетмейстером Олегом Виноградовым. Именно тогда были созданы самые известные плакаты Биантовской — к балетам «Лебединое озеро» (1972), «Спящая красавица», «Золушка» (1972), «Коппелия» (1973), «Жизель» (1974), «Ревизор» (1975) и др. Затем началось многолетнее сотрудничество с Ленинградским государственным академическим театром оперы и балета им. С. М. Кирова (ныне Мариинский театр). Для него Биантовская выполнила плакаты к операм «Скупой рыцарь» (1976), «Хованщина» (1976), балетам «Ромео и Джульетта» (1984), «Корсар» (1988), «Щелкунчик» (1991) и мн. др. 
Примечательно, что в 1977 году Олег Виноградов занял пост художественного руководителя балетной труппы и главного балетмейстера Ленинградского театра оперы и балета им. С. М. Кирова и занимал эту должность до самого конца 1990-х годов, то есть однажды возникший тандем хореографа и художника продолжал своё плодотворное существование. Сама Биантовская признавалась в интервью:
С кем было проще всего работать? Думаю, с Олегом Виноградовым. Несмотря на его жестокость в обращении со своими подчиненными, он умел отойти от своих пожеланий, посмотреть и понять, что же действительно будет лучше.
А вот как оценила театральные работы художника петербургский критик, доктор искусствоведения Татьяна Юрьева:
Афиши, которые создавала для Мариинки Ольга Биантовская, удивительно соответствуют не только стилистике театра, но и самому духу Петербурга: очень лаконичные, полные непередаваемого изящества и глубокого символизма.
Ее плакаты, посвященные балетам и операм тогда еще Кировского и Малого оперного театров, проникнуты музыкой... Пластические образы в театральных афишах «не молчат», ибо пропитаны оркестровыми звуками, разнообразными ритмами.
Параллельна Биантовская много и успешно работала с Молдавским театром оперы и балета (ныне Национальный театр оперы и балета Республики Молдова). Для него художник создала создала плакат к балету «Жизель» (1978), впоследствии ставший классикой советского театрального плаката и вошедший в многочисленные книги и альбомы по изобразительному искусству XX века.

### Графические серии
Театральную тему в творчестве Биантовской продолжают наброски и коллажи из жизни театрального закулисья «Усталые люди балета» и «Фантазии балетмейстера» (1998—2003). Успех у посетителей выставок и искусствоведов снискали ленинградские и петербургские литографии «Экскурсия в Ломоносов» (1982—1986), «Летний сад» (1987), «Утро на Неве» (2002). Петербургский искусствовед Ксения Подлипенцева в своей работе «Образ Петербурга в графике 1980—2000-х годов» отмечает:
В листах серии «Летний сад» художница изображает один из главных символов города во вневременном контексте. Взгляд петербуржца сразу узнает и Фонтанку с Летним дворцом, и тень царя Петра в треуголке, и знаменитую решетку, и мост через Лебяжью канавку, и аллегорию Ништадтского мира, и порфировую вазу, и Карпиев пруд <...>. Биантовская создает глубокий образ исторической сути Петербурга, наполненный нежностью и любовью к родному городу.

### Книжная графика
Самый масштабный раздел в творчестве художника, в него входят многочисленные иллюстрации к детским стихам, сказок и произведениям русских, советских и зарубежных классиков. Критика выделяет литографии Биантовской к романам А. Н. Толстого «Петр Первый» (1979—1980), Ч. Т. Айтматова «И дольше века длится день» (1984), Л. Н. Толстого «Война и мир» (1985), стихотворениям А. Н. Апухтина, поэмам А. С. Пушкина «Домик в Коломне» (1987, 2002) и «Граф Нулин» (1982, 1985, 2002) и др..
В иллюстрациях к «Петру Первому», созданных Ольгой Биантовской, совершенно органично соединяются восхищение великими деяниями царя-реформатора и сочувствие к тем, чьей кровью и по́том эти деяния были осуществлены; признание необходимости многое перенимать у Европы и ирония по отношению к тому, как эти заимствования осуществлялись подданными неистового властелина. Художнице скупыми средствами литографии удалось показать противоречивость, многоликость главного героя не только романа, но, возможно, и всей российской истории.

### Пушкиниана Ольги Биантовской
Так называемый «пушкинский цикл» объединяет сразу несколько направлений в творчестве художника. И включает афиши и плакаты, которые Биантовская в разные годы выполняла для Всероссийского музея А. С. Пушкина, книжную серию «А. Пушкин — годы жизни и творчества» (1987, 1999, 2002), состоящую из 7 графических листов, и уже упомянутые литографии к поэмам «Домик в Коломне» (1987, 2002) и «Граф Нулин» (1982, 1985, 2002).
Ведущий научный сотрудник Всероссийского музея А. С. Пушкина Тамара Мишина-Буковская высоко оценивает Пушкиниану Ольги Биантовской:
Это и не иллюстрации в прямом смысле, а скорее параллельный текст, визуальные вариации на темы Пушкина. В них не рабское следование сюжетам автора, а погружение в то состояние вдохновения и поэтической дерзости, в котором создавались маленькие поэмы, любовная и философская лирика поэта.
В 2004 году серии цветных литографий Ольги Биантовской «А. Пушкин. Годы жизни и творчества», «Граф Нулин» и «Домик в Коломне» были отмечены дипломом Российской академии художеств.

## Выставки
Начиная с 1967 года, работы Ольги Биантовской участвуют в крупных советских и российских выставках плаката и книжной графики. На счету художницы более 100 выставок, в том числе, около 30 зарубежных выставок и биеннале и 20 персональных выставок в Санкт-Петербурге и других городах. 

### В СCСР
- 1967 — выставка работ дипломантов ордена Трудового Красного Знамени Института живописи, скульптуры и архитектуры имени И. Е. Репина и ордена Трудового Красного Знамени Московского государственного художественного института имени В. И. Сурикова «50 лет Советской художественной школы» (Москва).
- 1969 — «50 лет Ленинградская выставка книжной графики» (Ленинград).
- 1972 — V Ленинградская выставка прикладной графики (Ленинград, Москва).
- 1975 — «Русская и советская классика в произведениях советских художников» (Иркутск).
- 1975 — Персональная выставка в (Ленинград).
- 1976 — III Всероссийская выставка плаката (Уфа).
- 1976 — I Всероссийская выставка театрального плаката (Москва, Всероссийское театральное общество (ВТО)).
- 1977 — I Ленинградская выставка плаката (Ленинград).
- 1979 — IV Всероссийская выставка плаката (Ленинград).
- 1979 — VIII Ленинградская выставка книжной графики (Ленинград, Центральный выставочный зал «Манеж»).
- 1980 — VI Республиканская художественная выставка «Советская Россия» (Москва, Ленинград).
- 1981 — Персональная выставка в книжном магазине-салоне «Ленинград»(Ленинград).
- 1982 — Персональная выставка в Летнем саду. Павильон «Кофейный домик» (Ленинград).
- 1982 — Всесоюзная выставка эстампа (Москва).
- 1982 — Республиканская выставка «Искусство книги» (Пермь).
- 1983 — «225 лет Академии Художеств СССР» (Ленинград, Москва).
- 1984 — Выставка Ленинградского плаката (Москва, Центральный дом художника (ЦДХ)).
- 1984 — «Пушкин и его время» из фондов Всесоюзного музея А. С. Пушкина (Ленинград, Москва).
- 1985 — Юбилейная выставка, посвященная 800-летию «Слова о полку Игореве» (Ленинград).
- 1986 — Персональная выставка в Книжной лавке писателей (Ленинград).
- 1986 — Республиканская выставка плаката (Воронеж).
- 1987 — Всероссийская выставка графики (Иркутск).
- 1987 — IX Ленинградская выставка книжной графики (Ленинград).
- 1989 — Персональная выставка в Доме дружбы и мира с народами зарубежных стран (Ленинград).
- 1989 — Всероссийская выставка станковой графики (Москва).
- 1989 — Персональная выставка в лектории Русского музея (Ленинград, ГРМ, корпус Бенуа).
- 1990 — Персональная выставка в лектории Русского музея (Ленинград, ГРМ, корпус Бенуа).
- 1991 — I Всесоюзная выставка зрелищного плаката (Москва).
- 1991 — «100 лет Петербургской книжной графики» (Ленинград).
- 1991 — Республиканская выставка плаката (Владимир).
- 1991 — Советско-французская выставка иллюстраций к детской литературе «Лес чудес» (Москва).

### В России (после 1991 года)
- 1993 — "60 лет «ДЕТГИЗу» (Санкт-Петербург).
- 1994 — «Экспериментальная мастерская-студия им. Н. А. Тырсы» (Санкт-Петербург, Государственный музей городской скульптуры).
- 1994 — «Золотой фонд. Коллекция Союза художников Санкт-Петербурга» (Санкт-Петербург).
- 1995 — «200 лет Национальной публичной библиотеке» (Санкт-Петербург).
- 1997 — «Русский балет глазами петербургских художников» (Санкт-Петербург).
- 1999 — «Болдинская осень» (Москва, ЦДХ)[34].
- 1999 — две персональные выставки в Музее-даче А. С. Пушкина (г. Пушкин, Дом Китаева).
- 2000 — «200 лет со дня рождения А. С. Пушкина» (Санкт-Петербург).
- 2000 — «Петербург—Москва» (Санкт-Петербург).
- 2000 — Всероссийская выставка «…Имени твоему…», посвященная 2000-летию Рождества Христова (Москва, Центральный дом художника (ЦДХ)).
- 2001 — «Москва—Петербург» (Москва).
- 2001 — Выставка-конкурс «Эстамп 2000». Первая премия (Санкт-Петербург).
- 2001 — Персональная выставка в музее-заповеднике А. С. Пушкина «Михайловское» (Псковская область, Пушкиногорский район).
- 2002 — Персональная выставка во Всероссийском музее А. С. Пушкина (Санкт-Петербург).
- 2002 — «Художники — городу. Выставка к 70-летию Санкт-Петербургского Союза художников» (Санкт-Петербург).
- 2003 — Персональная выставка в Музее-даче А. С. Пушкина (г. Пушкин, Дом Китаева).
- 2012 — Персональная выставка в рамках Балтийской биеннале современного искусства 2012 (Baltic Biennale), организованная совместно с Музеем современных искусств им. С. П. Дягилева СПбГУ[35] (Санкт-Петербург, Музей В. В. Набокова)[36].
- 2013 — Персональная выставка в Государственной академической Капелле Санкт-Петербурга (Санкт-Петербург)[37].
- 2014 — «Творчество А. С. Пушкина в графике художника Ольги Биантовской». Персональная выставка во Всероссийском музее А. С. Пушкина (Санкт-Петербург)[38][39].
- 2014 — Персональная выставка в Санкт-Петербургском Союзе художников (Санкт-Петербург).
- 2015 — Персональная выставка в музее-заповедник «Изборск» (Псковская область, д. Изборск, Дом купца Белянина)[40][41][42].
- 2015 — Персональная выставка в Псковском региональном отделении Союза художников (Псков).
- 2015 — Персональная выставка в музее-усадьбе Н. А. Римского-Корсакова (Псковская область, д. Любенск, Вечаша).
- 2016 — «Пушкиниана Ольги Биантовской». Персональная выставка во Всероссийском музее А. С. Пушкина (Санкт-Петербург)[43][44][45].
- 2020 — «Золотой век ленинградского театрального плаката. 1950—1980-е» (Санкт-Петербург, Государственный музей истории Санкт-Петербурга)[16].
- 2024 — Персональная выставка «Ольга Биантовская. Опера. Балет. Плакат». К 60-летию творческой деятельности (Санкт-Петербург, Концертный зал Мариинского театра)[46][47]
- 2024 — Персональная выставка «Ольга Биантовская — хранитель русской культуры: история балета и оперы в произведениях художника». Посвящение 60-летию творческой деятельности  (Москва, Большой зал Московской консерватории им. П. И. Чайковского)[48][49]

### За рубежом
- 1976 — Выставка-конкурс театрального плаката «Неделя театра в Киле» (ФРГ, Киль).
- 1978 — VIII Биеннале дизайна и плаката (Чехословакия, Брно).
- 1980 — VIII Биеннале плаката (Польша, Варшава).
- 1982 — X Биеннале дизайна и плаката (Чехословакия, Брно).
- 1982 — Выставка советского плаката в Италии (Рим, Милан, Генуя, Венеция).
- 1982 — Выставка театрального плаката в Политехническом музее Лос-Анджелеса (США).
- 1983 — V Биеннале плаката (Финляндия, Лахти).
- 1983 — Выставка советской иллюстрации (Венгрия, Будапешт)
- 1985 — VI Биеннале плаката (Финляндия, Лахти)
- 1986 — XII Биеннале дизайна и плаката (Чехословакия, Брно).
- 1987 — VII Биеннале плаката (Финляндия, Лахти).
- 1988 — Международная выставка живописи, скульптуры и графики (из коллекции Ван Заврел, Нидерланды).
- 1988 — II Биеннале плаката (Япония, Тояма, Музей современного искусства).
- 1988 — Выставка восточноевропейского искусства (Нидерланды , Гаага).
- 1989/1990 — «39 советских иллюстраторов» (Италия, Милан, Рим, Венеция).
- 1990 — Инвитационная выставка США-СССР «Форум плаката в Огаки» (Япония, Огаки, Музей плаката).
- 1991 — Советско-французская выставка иллюстраций к детской литературе «Лес чудес» (Франция, Париж).
- 1993 — «Искусство Санкт-Петербурга» (Франция, Гренобль, Париж).
- 1993 — «Месяц графики в Эшироле» (Франция, Эшироль).
- 1994 — «100 лет балету „Щелкунчик“» (Италия, Милан, Рим).
- 1995 — «Петербургский плакат и иллюстрации» (Италия, Милан, Рим).
- 1996 — Выставка российского зрелищного плаката (Великобритания, Нортгемптон).
- 1996 — «Плакаты со всего мира. 1900—1990 годы» (Великобритания, Лондон, Истинная галерея плаката).
- 2000 — «Мир друзей Яна Райлиха» (Чехия, Брно).

## Музеи и коллекции
Работы Ольги Биантовской представлены в музеях и частных коллекциях по по всему миру, включая Россию, Западную и Восточную Европу, Азию и Соединённые Штаты Америки.

### Россия
Значительная часть произведений художницы находится в музейных и библиотечных фондах Москвы и Санкт-Петербурга, а также в ряде региональных музеев. В числе хранителей:
1. Государственный музей А. С. Пушкина (Москва).
2. Российская государственная библиотека (Москва).
3. Союз художников России (Москва).
4. Театральный музей имени А. А. Бахрушина (Москва).
5. Всероссийский музей А. С. Пушкина (Санкт-Петербург).
6. Государственный музей городской скульптуры (Санкт-Петербург).
7. Государственный Русский музей (Санкт-Петербург).
8. Музей современных искусств им.С.П.Дягилева СПбГУ (Санкт-Петербург).
9. Комитет по культуре Санкт-Петербурга[50].
10. Научно-исследовательский музей Российской Академии художеств (Санкт-Петербург).
11. Российская национальная библиотека (Санкт-Петербург).
12. Санкт-Петербургский Союз художников.
13. Брянский областной художественный музейно-выставочный центр (Брянск)
14. Ивангородский художественный музей (Ивангород).
15. Историко-этнографический музей-заповедник «Шушенское» (Красноярский край, пос. Шушенское).
16. Музей-усадьба А.Н. Толстого (Самара)
17. Новгородский государственный объединённый музей-заповедник (Великий Новгород).
18. Тверская областная картинная галерея (Тверь).
19. Тольяттинский художественный музей (Тольятти)[51].

### Европа
В странах ЕС, Швейцарии и Великобритании произведения Биантовской хранятся в частных коллекциях, фондах и специализированных музеях плаката. В их числе:
1. Икограда Фаундейшн/The Icograda Foundation (Великобритания, Лондон).
2. Музей плаката в Вилянуве/Muzeum Plakatu w Wilanowie (Польша, Варшава).
3. Музей плаката в Лахти/Lahti Poster Museum (Финляндия, Лахти).
4. Музей прикладного искусства/Designmuseum Denmark (Дания, Копенгаген).
5. Кильский университет (Германия, Киль).
6. Коллекция Ван Заврел (Нидерланды).
7. Коллекция Оддо ли Грандиса (Италия, Милан).
8. Коллекция Рене Ваннера (Швейцария).
9. Коллекция Фолькера Штебера (Германия).
10. Коллекция Яна Райлиха (Чехия, Брно)[8].

### США и Япония
В США работы Ольги Биантовской находятся в коллекции Университета Колорадо, в музее Нью-Йоркского университета и в Нью-Йоркском музее современного искусства на Манхеттене. В Японии произведения Биантовской представлены в фондах Музея современного искусства в Тояме и в профильном Музее плаката в Огаки.

## Книги и альбомы
Графические работы Ольги Биантовской вошли в ключевые антологии, посвящённые искусству книжной иллюстрации и истории советского плаката. В 2010 году проект «Сохранённая культура» издал альбом «Ольга Биантовская. Графика. Плакат» с предисловием доктора искусствоведения, директора Музея современных искусств имени С. П. Дягилева СПбГУ Татьяны Юрьевой.
В 2016 году в рамках проекта вышла книга «Стихи и поэмы А. С. Пушкина с иллюстрациями О. Биантовской». Издание было посвящено 75-летию со дня рождения художницы и приурочено к открытию её персональной выставки во Всероссийском музее А. С. Пушкина в Петербурге на Мойке, 12. Сопроводительную статью к нему подготовила ведущий научный сотрудник пушкинского музея Тамара Мишина-Буковская.
В 2018 году проект выпустил 320-страничное подарочное издание «Ольга Биантовская. Поэзия графики и плаката», включающее почти все основные работы художника, а также целый спектр статей о её творчестве. В числе авторов: профессор, доктор искусствоведения Т. С. Юрьева; ведущий научный сотрудник Всероссийского музея А. С. Пушкина Т. С. Мишина-Буковская; искусствовед, директор Государственного музея-памятника «Исаакиевский собор», почётный член Российской академии художеств Ю. В. Мудров; кандидат исторических наук, проректор по науке Международной педагогической академии дошкольного образования И. И. Комарова; писатель, историк, краевед лауреат Анциферовской премии К. С. Жуков. Материалы этого издания легли в основу сайта о жизни и творчестве художницы «Поэзия графики и плаката. К 80-летию Ольги Биантовской», который был запущен проектом «Сохранённая культура» 17 сентября 2021 году — в день её рождения. На веб-ресурсе опубликовано около 500 работ художницы, оцифрованных в высоком разрешении.

## Документальный фильм
Короткометражный 27-минутный фильм «Ольга Биантовская. Прекрасная эпоха» был снят в августе 2021 года и выложен в свободный доступ на видеохостинги 17 сентября 2021 года, к 80-летию художницы. Съёмки проходили в литографской мастерской и архиве Академии художеств, Музее искусства Санкт-Петербурга XX—XXI веков и на улицах города на Неве. Вот как представили видео его создатели и авторы идеи — сценарист и ведущая Зинаида Курбатова и продюсер, руководитель проекта «Сохранённая культура» Виктор Наумов:
Жизнь художника полна тайн. Как рождается произведение, порой не понятно самому творцу. Этот фильм — попытка объяснить творческий процесс и наглядно показать его технические особенности. Зритель получит представление о работах Ольги Биантовской, увидит кадры из семейного архива, снятые любительской камерой.
Над фильмом также работали: режиссёр Ольга Виноградова, оператор Павел Михайлов, звукорежиссёр Наталья Ашуровская, режиссёр монтажа Екатерина Ушакова, ассистент режиссёра Анастасия Дунаева, линейный продюсер Никита Аксёнов
В 2022 году фильм и его автор, сценарист и ведущая Зинаида Курбатова удостоились диплома I (любительского) конкурса премии за доброту в искусстве «На благо мира» в номинации «Документальное кино (взрослые)».

## Награды и премии
Ольга Биантовская награждена медалями «50 лет Победы в Великой Отечественной войне 1941−1945 годов», «75 лет Победы в Великой Отечественной войне 1941—1945 годов», «Ветеран труда» и дипломами Российской академии художеств и Союза художников России. Лауреат премии правительства Санкт-Петербурга в области литературы, искусства и архитектуры (2002) за разработку серии альбомов «Эстамп. История и культура Петербурга в графике», посвящённых 300-летию города. В 2024 году удостоена почётного знака «В честь 80-летия полного освобождения Ленинграда от фашистской блокады».